# Kewangunan
Kewangunan is een bestuurslaag in het regentschap Kebumen van de provincie Midden-Java, Indonesië. Kewangunan telt 2787 inwoners (volkstelling 2010).